# Don Reid
Pour les articles homonymes, voir Reid.
Don Reid, né le 30 décembre 1973 à Washington D.C., est un ancien joueur américain de basket-ball. Il évolue durant sa carrière au poste d'ailier fort.